# Potoka
Potoka (biał. Патока) – wieś w Polsce położona w województwie podlaskim, w powiecie białostockim, w gminie Michałowo.
Wieś jest siedzibą sołectwa Potoka w skład którego wchodzą: Potoka, Hoźna i Krukowszczyzna.
W latach 1975–1998 miejscowość administracyjnie należała do województwa białostockiego.

## Historia
Powstanie wsi, położonej na terenie Puszczy Błudowskiej, datowane jest na koniec XVI wieku.
Początkowo w strukturze Kościoła prawosławnego mieszkańcy wsi Potoka podlegali parafii w Topolanach. Jednakże po konwersji cerkwi Topolańskiej na grekokatolicyzm mieszkańcy Potoki postanowili wznieść w swojej wsi cerkiew prawosławną, co nastąpiło w 1707 roku z fundacji rodu Radziwiłłów oraz dzięki staraniom mnichów z monasteru zabłudowskiego. Jednakże już w 1744 roku cerkiew potocką przejęli unici. Dopiero w 1839 roku parafia unicka w Potoce na mocy postanowień synodu połockiego powróciła do prawosławia. Od 1820 Potoka należała do dóbr Hieronimowo, których właścicielem był Michał Hieronim Radziwiłł.
W 1899 we wsi wybudowano murowany, piętrowy budynek z przeznaczeniem na szkołę cerkiewną. Znalazły się w nim pomieszczenia na sale lekcyjne, stołówkę, mieszkania dla nauczycieli i internat dla uczniów z odległych wsi. Szkołę opuściło wielu absolwentów, którzy pracowali w okolicznych i bardziej odległych wsiach jako nauczyciele. Szkołę w Potoce ukończył Wasilij Sokołowski.
W 1913 roku w Potoce wyświęcono murowaną, okazałą cerkiew prawosławną pod wezwaniem św. Jerzego Zwycięzcy. Była to już trzecia z kolei świątynia na tym miejscu. Ewakuacja w głąb Rosji, czyli tzw. bieżeństwo w 1915 przerwało harmonijny rozwój wsi. Kilkanaście dni po wyjeździe mieszkańców w sąsiedztwie Potoki wojska rosyjskie starły się z Niemcami. W wyniku ostrzału pożar prawie całkowicie strawił wieś.
Po powrocie mieszkańców bieżeństwa w 1921, wieś liczyła 123 osoby, wszyscy zadeklarowali wówczas białoruską przynależność narodową oraz wyznanie prawosławne. Liczba mieszkańców w następnych latach wzrastała. W 1943 roku Niemcy wysadzili w powietrze cerkiew św. Jerzego Zwycięzcy.
16 maja 1945 roku pierwszy szwadron V Brygady Wileńskiej Armii Krajowej pod dowództwem Zygmunta Błażejewicza w wyniku sporu z żołnierzami WP o kontyngent zastrzelił czterech mieszkańców wsi oraz dowódcę grupy żołnierzy. Sam Błażejewicz został ranny. 22 maja ten sam oddział podpalił wieś skutkiem czego w pożarze zginęło troje dzieci. Kolejna ofiara tragedii zmarła po kilku dniach od rozległych poparzeń. Całkowitemu zniszczeniu uległy zabudowania wsi wraz z inwentarzem. Po tych wydarzeniach kilkanaście rodzin z Potoki (46 osób) zdecydowało się bezzwłocznie na trwałą migrację do Związku Radzieckiego na zawsze opuszczając rodzinną wieś. W związku z tymi wydarzeniami do 1950 r. Potokę opuściło kolejnych 200 mieszkańców. Ich miejsce zasiedlili repatrianci zza linii Curzona. Zbrodnię w Potoce upamiętnia pomnik prawosławnych mieszkańców Białostocczyzny zabitych i zaginionych w latach 1939–1956 w Białymstoku.
W 1950 liczba mieszkańców wzrosła do 286 osób, by w 1995 spaść do zaledwie 69. Z tej liczby ponad połowę stanowiły osoby powyżej sześćdziesiątego roku życia, co związane jest z procesem wyludniania się i starzenia podlaskich wsi.
W 2013 na potockim cerkwisku ustawiono i poświęcono pamiątkowy krzyż. W sierpniu 2018 r. rozpoczęto w tym miejscu budowę kaplicy pw. św. Anny; gotowy obiekt poświęcono 5 października 2019 r.

## Inne
Prawosławni mieszkańcy wsi należą obecnie do parafii w Topolanach, a wierni kościoła rzymskokatolickiego do parafii Opatrzności Bożej w Michałowie.